# Peromyscopsylla selenis
Peromyscopsylla selenis är en loppart som först beskrevs av Rothschild 1906.  Peromyscopsylla selenis ingår i släktet Peromyscopsylla och familjen smågnagarloppor. Inga underarter finns listade i Catalogue of Life.